# Dicranomyia suffusca
Dicranomyia suffusca là một loài ruồi trong họ Limoniidae. Chúng phân bố ở miền Tân bắc.